# Liste der Naturdenkmale in Hartmannsdorf-Reichenau
Die Liste der Naturdenkmale in Hartmannsdorf-Reichenau nennt die Naturdenkmale in Hartmannsdorf-Reichenau im sächsischen Landkreis Sächsische Schweiz-Osterzgebirge.

## Definition
„Naturdenkmäler sind rechtsverbindlich festgesetzte Einzelschöpfungen der Natur oder entsprechende Flächen bis zu fünf Hektar, deren besonderer Schutz erforderlich ist
1. aus wissenschaftlichen, naturgeschichtlichen oder landeskundlichen Gründen oder
2. wegen ihrer Seltenheit, Eigenart oder Schönheit.“

„§ 18 – Naturdenkmäler – (zu § 28 BNatSchG)
(1) Die Erklärung nach § 22 Abs. 1 BNatSchG von Teilen von Natur und Landschaft als Naturdenkmal erfolgt durch Rechtsverordnung oder Einzelanordnung.
(2) Über § 28 Abs. 1 BNatSchG hinaus können Naturdenkmäler zur Sicherung von Lebensgemeinschaften oder Lebensstätten von im Bestand gefährdeten oder streng geschützten Arten festgesetzt werden.“

## Liste
Link zu einem Kartenansichtstool, um Koordinaten zu setzen.
| Bild | Bezeichnung                    | Lage                                                                             | Beschreibung | Datum | Nummer  |
| ---- | ------------------------------ | -------------------------------------------------------------------------------- | ------------ | ----- | ------- |
| BW   | Kiesgrube am Kreuzwald         | Hartmannsdorf-Reichenau, Hermsdorf/Erzgebirge (50° 46′ 37,7″ N, 13° 36′ 11,2″ O) |              |       | WRK 076 |
| BW   | Wiese bei Hartmannsdorf-Neubau | Hartmannsdorf-Neubau (50° 49′ 3,6″ N, 13° 34′ 55,4″ O)                           |              |       | WRK 117 |

Das Nummernschema des Landkreises unterscheidet
- Einzelnaturdenkmal = Kleinbuchstaben (wrk 001 Babisnauer Pappel; …)
- Flächennaturdenkmal = Großbuchstaben (WRK 001 Kugelpechstein; …)